# Мишел Прюдом
Мише́л Жан Жорж Гисле́н Прюдо́м на френски: Michel Jean Georges Ghislain Preud'homme) е бивш белгийски футболен вратар и настоящ треньор по футбол. Роден е на 24 януари 1959 г. в Серен, провинция Лиеж, Валония. От 2013 г. води елитния Клуб Брюж.
Заедно със своя сънародник Жан-Мари Пфаф се смятат за едни от най-добрите вратари в света по време на своята състезателна кариера.
Прави своя дебют за белгийския национален отбор на 2 май 1979 г. в квалификационен мач за Евро 80 срещу отбора на Австрия. На самото първенство е резерва на Жан-Мари Пфаф, а отборът му достига до финала, който губи от отбора на ФРГ с 1-2. С „червените дяволи“ участва на Мондиал 90 и Мондиал 94. На последния турнир е удостоен с наградата „Лев Яшин“, която се присъжда на най-добрия вратар на първенството.
На клубно ниво носи екипите на а Стандар Лиеж, Мехелен и Бенфика. Част е от силния отбор на Мехелен доминирал на европейската сцена в края на 80-те години, спечелил последователно КНК през сезон 1987–88 след победа над Аякс Амстердам , както и Суперкупата на УЕФА за 1988 г. след победа над ПСВ Айндховен.
През 1999 г. слага край на състезателната си кариера на 40-годишна възраст.

## Успехи

### Като футболист
Стандар Лиеж
- Шампион на Белгия (2): 1981–82, 1982–83
- Купа на Белгия (1): 1980–81
- Суперкупа на Белгия (2): 1981, 1983
- Купа на носителите на купи
  - Финалист (1): 1981–82 [6]

 Мехелен
- Шампион на Белгия (1): 1988–89
- Купа на Белгия (1): 1986–87
- Купа на носителите на купи (1): 1987–88
- Суперкупа на УЕФА (1): 1988
- Суперкупа на Белгия
  - Финалист (1): 1987

 Бенфика Лисабон
- Купа на Португалия (1): 1995–96
- Суперкупа на Португалия
  - Финалист (3): 1993, 1994, 1996

 Белгия
- Европейско първенство
  - Вицешампион – Евро 80

### Като треньор
Стандар Лиеж
- Шампион на Белгия (1): 2007–08
- Купа на Белгия
  - Финалист (1): 2006–07

 Гент
- Купа на Белгия (1): 2009–10

 Твенте
- Суперкупа на Холандия (1): 2010
- Купа на Холандия (1): 2010–11

 Ал Шабаб
- Шампион на Саудитска Арабия (1): 2011–12
- Купа на Саудитска Арабия
  - Финалист (1): 2013

 Клуб Брюж
- Купа на Белгия (1): 2014–15
- Суперкупа на Белгия
  - Финалист (1): 2015

Индивидуални:
- Идеален отбор (1): Мондиал 94
- Награда „Лев Яшин“ (1): Мондиал 94
- Вратар на годината в Белгия (4): 1988, 1989, 1990, 1991
- Футболист на годината в Белгия (2): 1987, 1989
- Вратар на годината в Европа (1): 1994
- Треньор на годината в Белгия (2): 2007–08, 2014–15
- Треньор на годината в Холандия (1): 2010–11